# California Hall of Fame
Le California Hall of Fame est un temple de la renommée qui honore les personnes et les familles qui incarnent l'esprit d'innovation de la Californie et ont marqué l'histoire de cet État des États-Unis. Ses expositions se trouvent au California Museum de Sacramento, capitale de l'État.
Le California Hall of Fame a été souhaité par la première dame de Californie, Maria Shriver. Un prix récompense chaque année un groupe de personnes sélectionnées. Il a ouvert en 2006.
Parmi les exigences, tous les intronisés doivent avoir résidé en Californie pendant au moins cinq ans. De plus, ils doivent notamment apporter une contribution durable et significative à l'État, à la nation et au monde.

Ronald Reagan.
Earl Warren et John Wayne.
Harvey Milk.
Harrison Ford et Maria Shriver.